# Fujiwara no Kusuko
Fujiwara no Kusuko (藤原 薬子 (Đằng Nguyên Dược Tử)) (? – ngày 13 tháng 10 năm 810) là một vị nữ quan Nhật Bản. Bà được biết đến với vai trò và tầm ảnh hưởng trong Biến cố Kusuko.

## Tiểu sử
Fujiwara no Kusuko là con gái của Fujiwara no Tanetsugu. Bà được biết đến là người có nhan sắc diễm lệ. Sau khi cha bị giết hại vào năm 785, bà kết hôn với Fujiwara no Tadanushi và sinh được ba người con trai và hai người con gái. Một trong những người con gái của Kusuko đã trở thành cung phi cho Thiên hoàng Heizei, nhờ việc này mà bà có cơ hội được bước chân vào chốn cung đình. Sau khi vào cung, Kusuko được Thiên hoàng Heizei ưu ái và được ông sắc phong làm phi tần. Bà trở thành một Nữ quan Nội thị (内侍 Naishi-no-kami) và bắt đầu dấn thân vào chính trường.

## Biến cố Kusuko
Biến cố Kusuko còn được gọi là "Biến cố của Thái thượng Thiên hoàng Heizei". Thiên hoàng Heizei thoái vị vào năm 809 bất chấp sự phản đối của nữ quan Kusuko và anh trai bà là Fujiwara no Nakanari. Sau đó, em trai ông lãnh chiếu lên ngôi, tức Thiên hoàng Saga sau này. Tuy nhiên, Thượng hoàng Heizei không hài lòng với một số cải cách của Tân Thiên hoàng Saga, và ông đã lợi dụng địa vị Nội thị (内侍 Naishi-no-kami) của Kusuko để đưa ra các sắc lệnh của hoàng gia. Nhiều sắc lệnh trong số này đã được thúc đẩy truyền bá từ lời khuyên của Kusuko, bởi vì bà muốn khôi phục lại quyền lực năm xưa mà bà từng có khi Thượng hoàng Heizei còn đang tại vị. Sự tranh đấu giữa hai triều đình của Thượng hoàng Heizei và Thiên hoàng Saga lên đến đỉnh điểm khi Thượng hoàng Heizei quyết định dời đô đến thành Heijō-kyō, đó cũng là nơi đặt cơ quan đầu não của triều đình ông. Thiên hoàng Saga đã phủ quyết điều này bằng cách tước bỏ phẩm trật của Kusuko, nhằm loại bỏ uy lực trong các sắc lệnh của Cựu hoàng Heizei.
Thượng hoàng Heizei quyết định tập hợp một đội quân để chống lại Thiên hoàng Saga. Ông đã cùng với Nữ quan Kusuko đi đến tỉnh Yamato trước khi họ nhận ra sức mạnh của lực lượng Thiên hoàng Saga. Sau đó, họ quyết định quay trở lại Heijō-kyō. Ngay sau khi quay về, Kusuko đã tự sát bằng thuốc độc.